# Colosseum

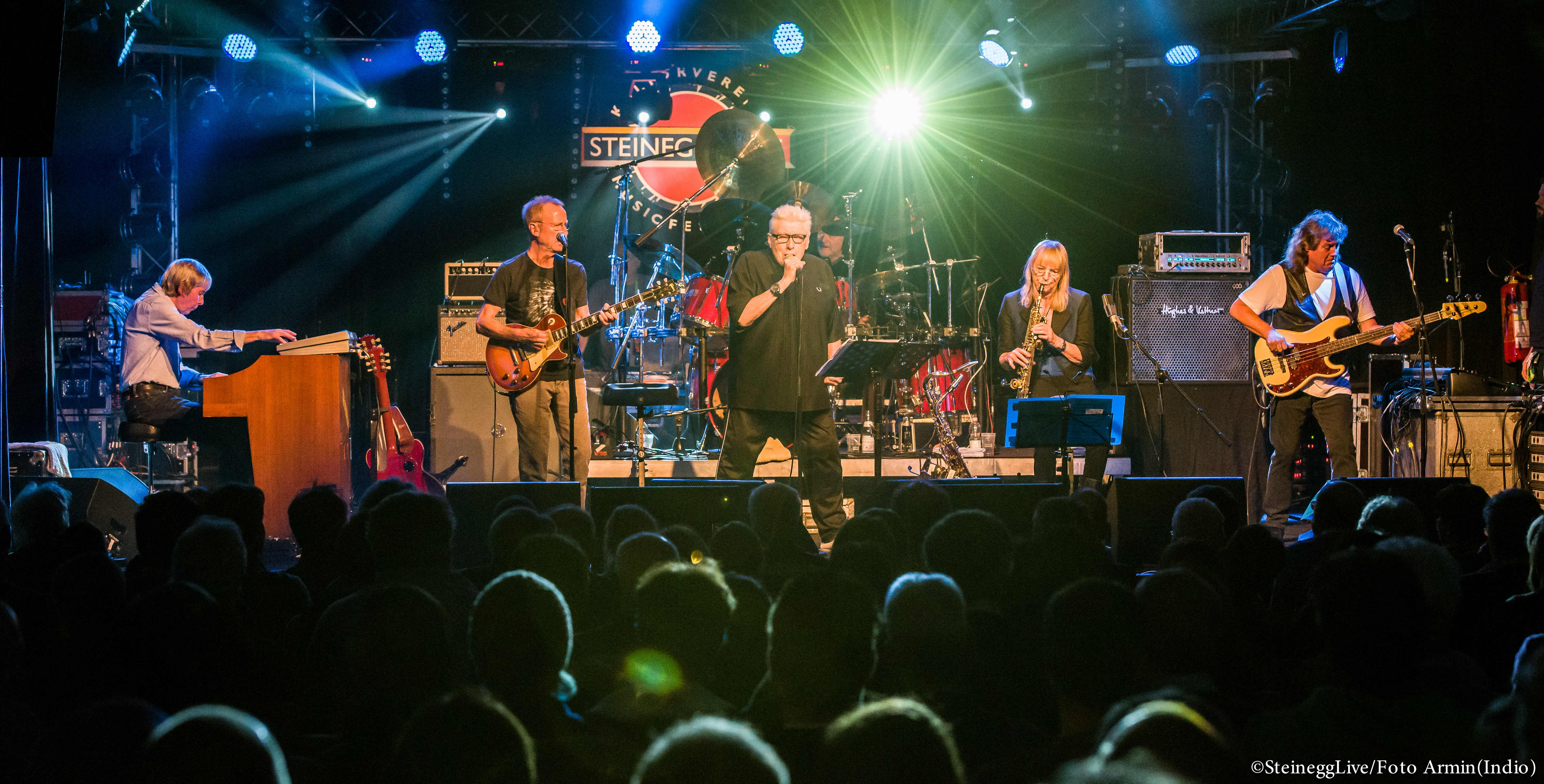
Colosseum live, Steinegg Live Festival 2014.

Colosseum (с англ. — «Колизей») — британская джаз-рок-группа, относится к ранним представителям и одним из основателей английского прогрессив-рока. Группа была основана в 1968 году барабанщиком Йоном Хайсманом (Jon Hiseman), а также тенор-саксофонистом Диком Хекстолл-Смитом (Dick Heckstall-Smith) и басистом Тони Ривзом (Tony Reeves).
В 1994 году состав 1971 года был восстановлен, и группа продолжила свою деятельность. После смерти в 2015 году Хайзмана группа распалась, но в 2022 году наполовину изменив состав (Клемпсон, Фарлоу, Кларк, а также Малькольм Мортимор (ударные, ех-Gentle Giant), Ким Нишикавара (саксофон), Ник Стид (орган) выпустила новый студийный альбом Restoration.

## Участники группы
- Джон Хайсман (Jon Hiseman): ударные, перкуссия
- Дик Хекстолл-Смит (Dick Heckstall-Smith) (умер 17 декабря 2004 года): саксофон
- Дэйв Гринслэйд (Dave Greenslade): клавишные
- Дэйв Клемпсон (Dave Clempson): гитара, бэк-вокал
- Марк Кларк (Mark Clarke): бас-гитара, бэк-вокал
- Крис Фарлоу (Chris Farlowe): вокал

## Дискография
Студийные альбомы:
- Those Who Are About to Die Salute You (1969)
- Valentyne Suite (1969)
- The Grass Is Greener (1970) (издавался только в США)
- Daughter of Time (1970)
- Bread and Circuses (1997)
- Tomorrow’s Blues (2003)
- Time on Our Side (2014)
- Restoration (2022)
- XI (2025)

Мини-альбомы:
- The Kettle (2001)

Концертные альбомы:
- Colosseum Live (1971)
- Colosseum LiveS — The Reunion Concerts 1994 (1995)
- Live Cologne 1994 (2003)
- Live05 (2007)
- Theme for a Reunion (2009)

Сборники:
- The Collectors Colosseum (1971)
- Milestones (1989)
- The Time Machine (1991)
- Anthology (2000) (двойной)
- Morituri Te Salutant (2009) (четверной)